# Сирна халва
Сирна халва або халя́ва-ель-джубн (араб. حلاوة الجبن‎) — десерт сирійської кухні з манної крупи та сирного тіста, наповнений вершками. Вважається, що сирна халва походить з сирійського міста Хама, хоча іноді місцем її створення називають місто Хомс, яке спеціалізується на приготуванні вищевказаної страви. Поширена в країнах Близького Сходу, зокрема в Лівані та Туреччині, та інших країнах світу.

## Інгредієнти
Цей десерт в основному готується з сирного тіста (що містить сир акаві, моцарелу або певну суміш сирів), цукрового сиропу та води з апельсинового цвіту або трояндвої води. Зазвичай він наповнений вершками (кошта, араб. قشطة) та прикрашений фісташками.